# Département de Quebrachos
Le département de Quebrachos est une des 27 subdivisions de la province de Santiago del Estero en Argentine. Son chef-lieu est la ville de Sumampa.
Le département a une superficie de 3 507 km2. Sa population s'élevait à 11 331 habitants en 2001.

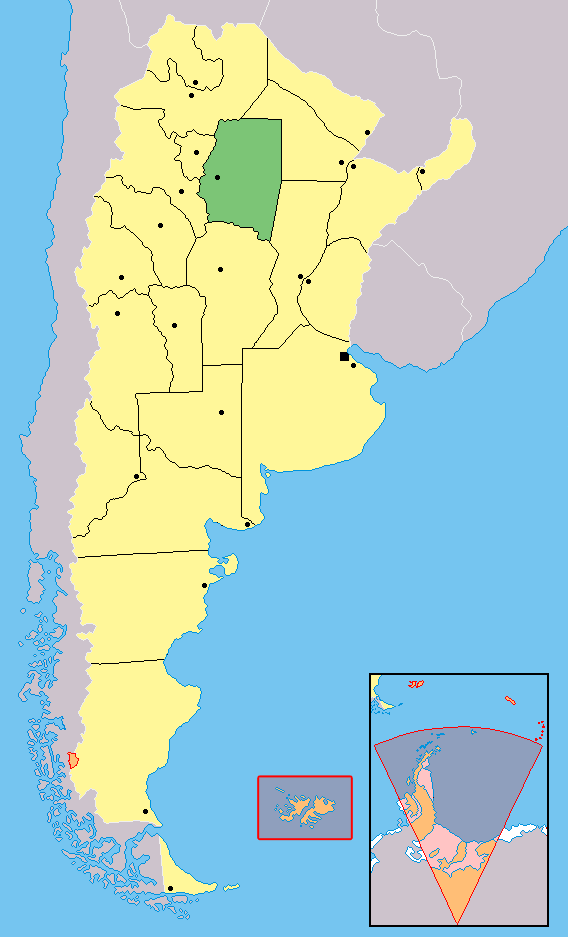
Localisation de la province de Santiago del Estero en Argentine